# コメイル・ガセミ
コメイル・ガセミ (ペルシア語:  کمیل قاسمی、ラテン表記:Komeil Ghasemi、1988年2月27日 - ) は、イランのレスリング選手。サーリー出身。2012年ロンドンオリンピックレスリング男子フリースタイル120キロ級の銅メダリストである。2016年リオデジャネイロオリンピックで男子125キロ級で銀メダルを獲得した。2012 ロンドンオリンピックでは上位2名の選手がドーピング違反で失格となったため最終的に金メダルを獲得した。